# Louis Spohr
Louis Spohr, właśc. Ludwig Spohr (ur. 5 kwietnia 1784 w Brunszwiku, zm. 22 października 1859 w Kassel) – niemiecki kompozytor, skrzypek i dyrygent. Określany mianem „zapomnianego mistrza”, który miał być za życia podziwiany na równi z Beethovenem.

## Życiorys
Urodził się w Brunszwiku w rodzinie lekarza Carla Heinricha Spohra i Julianny Henke. Jego rodzice byli amatorskimi muzykami – ojciec grał na flecie zaś matka była utalentowaną pianistką i śpiewaczką.  W wieku pięciu lat otrzymał pierwsze skrzypce do nauki gry (przechowywane obecnie w Staatsarchiv w Brunszwiku).
Najwcześniejsze kompozycje Spohra pochodzą z 1796 roku. W 1799 roku objęty został patronatem przez księcia Brunszwiku Karola Wilhelma i został drugim skrzypkiem na jego dworze. Tam zetknął się z dziełami Mozarta (Don Giovanni, Czarodziejski flet (KV 620)), które wywarły na nim ogromne wrażenie. W Brunszwiku zyskał sławę wirtuoza skrzypiec. Wkrótce też zaczął działać w innych miastach jak Gotha, Wiedeń (1813–1815), Frankfurt nad Menem i w Kassel, gdzie w 1822 zamieszkał na stałe i działał artystycznie przy dworze książęcym.
Louis Spohr jest autorem 18 koncertów skrzypcowych, 10 symfonii i 10 oper, wśród których opera Faust bywa określana jako pierwsza opera romantyczna. Jest także autorem muzyki kameralnej. Spośród jego oper największą popularność zdobyła Jessonda (1823). Opera Duch Gór (Der Berggeist, 1825) została napisana do libretta Georga Döringa na podstawie baśni o karkonoskim Duchu Gór, znanym w Polsce jako Liczyrzepa. Baśń ta pochodziła ze zbioru Niemieckich baśni ludowych Johannesa Musäusa, lecz jej treść w operze Spohra została nieco zmieniona przez librecistę.
Odznaczony bawarskim Orderem Maksymiliana (1853) i pruskim orderem Pour le Mérite (1848).
W 1921 powstało w Kassel muzeum Louisa Spohra, a w 1954 Towarzystwo im. Louisa Spohra (Spohr-Gesellschaft).